# Karl Sigismund Kunth
Karl Sigismund Kunth (Leipzig, 18 juni 1788 - Berlijn, 22 maart 1850), ook Carl Sigismund Kunth of verengelst als Charles Sigismund Kunth, was een Duitse botanicus. Hij is bekend als een van de eersten die de planten van de Amerikaanse continenten gingen bestuderen en categoriseren. Zijn bevindingen publiceerde hij in Nova genera et species plantarum quas in peregrinatione ad plagam aequinoctialem orbis novi collegerunt Bonpland et Humboldt (7 delen, Parijs, 1815-1825).
Kunth werd in 1806 klerk van een handelaar in Berlijn. Na zijn ontmoeting met Alexander von Humboldt, die hem hielp colleges te volgen aan de Humboldt-Universiteit van Berlijn, kreeg hij interesse voor plantkunde. Kunth werkte van 1813 tot 1819 als assistent van Humboldt in Parijs, waar hij de planten classificeerde die Humboldt en Aimé Bonpland verzamelden tijdens hun reis door de Amerika's. Toen Kunth terugkeerde naar Berlijn in 1820, werd hij professor in de plantkunde aan de Humboldt-Universiteit en vicepresident van de hortus botanicus. In 1829 werd hij verkozen tot lid van de Academie van Wetenschappen van Berlijn.
In 1829 vertrok hij naar Zuid-Amerika, waar hij in een periode van drie jaar Chili, Peru, Brazilië, Venezuela, Midden-Amerika en West-Indië bezocht.
Na zijn dood in 1850 verkreeg de Pruisische overheid zijn botanische collectie, die later deel uitmaakte van het koninklijke herbarium in Berlijn.
- Biblioteca Nacional de España: XX5212838
- Bibliothèque nationale de France: cb125534543 (data)
- Author citation (botany): Kunth
- CiNii: DA1652337X
- Stuttgart Database of Scientific Illustrators 1450–1950: 2787
- Gemeinsame Normdatei: 115674667
- International Standard Name Identifier: 0000 0001 0886 8080
- Library of Congress Control Number: no2001007117
- Nationale Bibliotheek van Tsjechië: hka2011617773
- Nationale Bibliotheek van Israël: 987007286863405171
- Nationale Bibliotheek van Polen: a0000003720828
- Nederlandse Thesaurus van Auteursnamen: 07015208X
- LIBRIS: 281565
- Système universitaire de documentation: 131397710
- Museum of New Zealand Te Papa Tongarewa: 49886
- Virtual International Authority File: 34572789
- WorldCat: E39PBJy48P3VX4jtbKBjy4jXBP